# سوپرجام اروپا ۲۰۲۴
سوپرجام اروپا ۲۰۲۴، چهل و نهمین دوره از سوپر جام اروپا بود، این رقابت فوتبال سالانه که توسط یوفا برگزار می‌شود و توسط قهرمانان دو رقابت برتر باشگاه‌های اروپا، لیگ قهرمانان اروپا و لیگ اروپا برگزار می‌شود. این بازی در ۱۴ اوت ۲۰۲۴ در ورزشگاه ملی ورشو، لهستان برگزار شد. این مسابقه توسط باشگاه رئال مادرید اسپانیا، قهرمان لیگ قهرمانان اروپا ۲۴–۲۰۲۳، و باشگاه ایتالیایی آتالانتا، قهرمان لیگ اروپا ۲۴–۲۰۲۳ انجام شد و با قهرمانی رئال مادرید به اتمام رسید.
رئال مادرید برای ششمین قهرمانی خود در سوپر جام اروپا، این دیدار را ۲–۰ برد. با این قهرمانی، آنها به تنهایی تبدیل به موفق‌ترین باشگاه تاریخ این رقابت‌ها شدند و از بارسلونا و میلان با ۵ قهرمانی گذشتند.

## مسابقه
رئال مادرید به دلیل قهرمانی در لیگ قهرمانان اروپا میزبان این مسابقه نام برده شد.
| رئال مادرید            | ۲–۰   | آتالانتا |
| ---------------------- | ----- | -------- |
| والورده ۵۹' امباپه ۶۸' | گزارش |          |

| رئال مادرید | آتالانتا |

| GK            | ۱  | تیبو کورتوا         |
| RB            | ۲  | دنی کارواخال '۸۸    |
| CB            | ۳  | ادر میلیتائو        |
| CB            | ۲۲ | آنتونیو رودیگر      |
| LB            | ۲۳ | فرلاند مندی         |
| CM            | ۸  | فدریکو والورده      |
| CM            | ۱۴ | اورلین شوامنی       |
| RW            | ۱۱ | رودریگو '۷۶         |
| AM            | ۵  | جود بلینگام '۸۸     |
| LW            | ۷  | وینیسیوس جونیور '۸۸ |
| CF            | ۹  | کیلیان امباپه '۸۳   |
| نیمکت         |    |                     |
| GK            | ۱۳ | آندری لونین         |
| GK            | ۲۶ | فران گونزالس        |
| DF            | ۱۸ | خسوس وایخو          |
| DF            | ۲۰ | فران گارسیا         |
| DF            | ۳۱ | خاکوبو رامون        |
| MF            | ۱۰ | لوکا مودریچ '۷۶     |
| MF            | ۱۵ | آردا گولر '۸۸       |
| MF            | ۱۷ | لوکاس واسکز '۸۸     |
| MF            | ۱۹ | دنی سبایوس '۸۸      |
| MF            | ۲۱ | براهیم دیاز '۸۳     |
| FW            | ۱۶ | اندریک              |
| سرمربی        |    |                     |
| کارلو آنچلوتی |    |                     |

| GK                | ۱  | خوان موسو            |
| CB                | ۱۹ | برات جیمشیتی         |
| CB                | ۴  | آیساک هین '۹۰        |
| CB                | ۲۳ | سیاد کولاشیناتس '۷۱  |
| RM                | ۷۷ | داویده زاپاکوستا '۶۲ |
| CM                | ۱۵ | مارتن دی رون         |
| CM                | ۱۳ | ادرسون               |
| LM                | ۲۲ | ماتئو روگری          |
| AM                | ۸  | ماریو پاشالیچ '۹۰    |
| CF                | ۱۷ | شارل دکتلاره '۶۲     |
| CF                | ۱۱ | آدمولا لوکمن         |
| نیمکت             |    |                      |
| GK                | ۲۹ | مارکو کارنسکی        |
| GK                | ۳۱ | فرانچسکو روسی        |
| DF                | ۵  | بن گادفری '۶۲        |
| DF                | ۲۰ | میشل باکر '۷۱        |
| DF                | ۲۷ | مارکو پالسترا '۹۰    |
| DF                | ۴۰ | پیترو کومی           |
| DF                | ۴۱ | پیترو تورناقی        |
| MF                | ۶  | ابراهیم سلیمانا      |
| MF                | ۲۵ | فدریکو کاسا          |
| MF                | ۴۴ | آلبرتو مانزونی '۹۰   |
| FW                | ۳۲ | متئو رتگی '۶۲        |
| FW                | ۴۵ | دومونیک واواسوری     |
| سرمربی            |    |                      |
| جان پیرو گاسپرینی |    |                      |